# Войтыла, Эмилия
Эмилия (Еми́лия) Войтыла, в девичестве Качоровская (пол. Emilia Wojtyła; 26 марта 1884, Краков, Австро-Венгрия — 13 апреля 1929, Вадовице, Польша) — мать Кароля Юзефа Войтылы, впоследствии Папы Иоанна Павла II.

## Биография

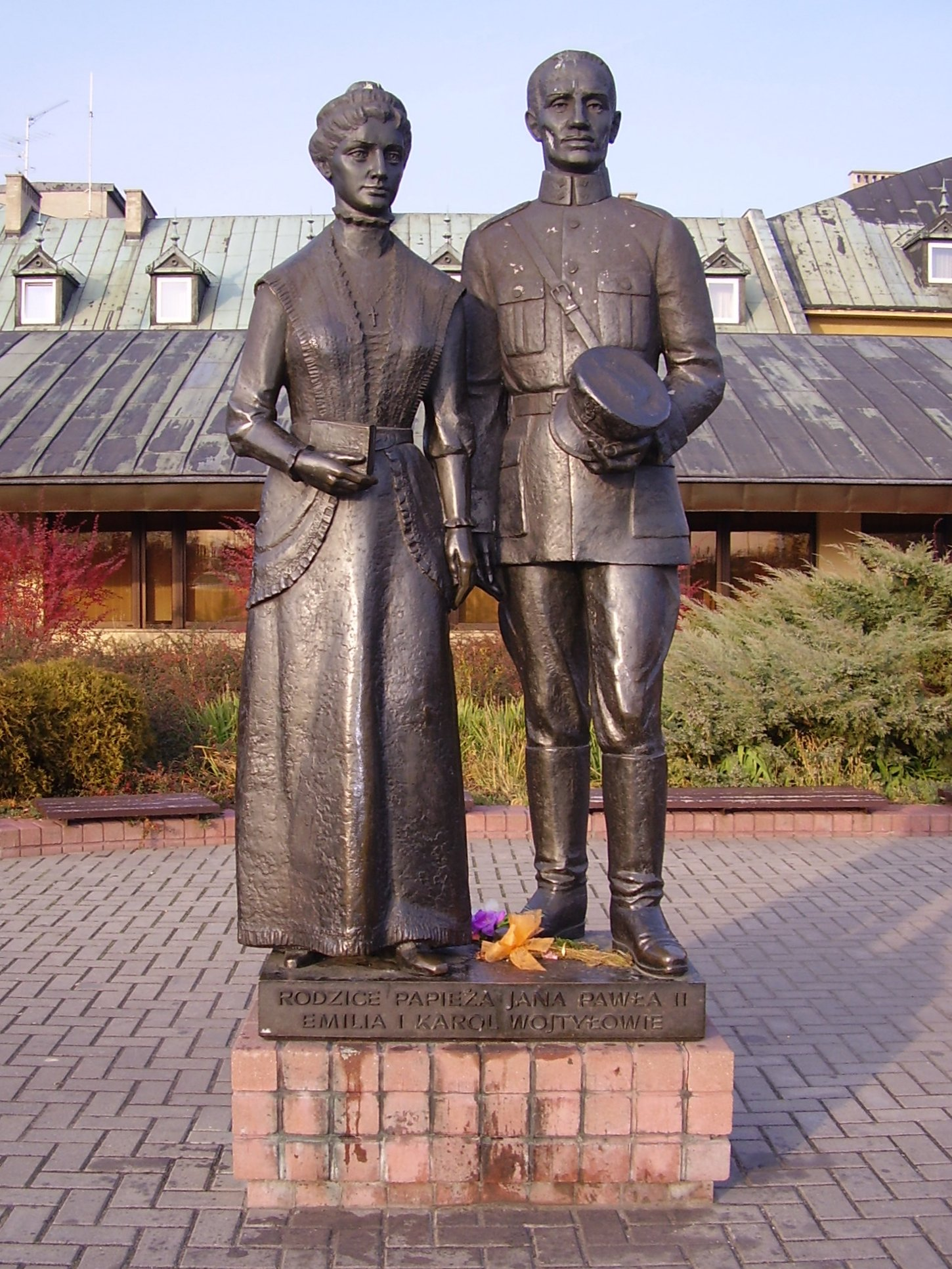
Памятник родителям Иоанна Павла II — Каролю Войтыле и Эмилии Качоровской

Эмилия Войтыла была дочерью Анны Марии Шольц (1853—1897) и Феликса Качоровского (1849—1908). Она происходила из скромной семьи ремесленников и была пятой из тринадцати детей. Члены её семьи приехали из Бялой, ныне часть Бельско-Бялой, откуда они переехали в Краков. Её племянником был офицер Польской армии Александр Флорковский (женат на дочери Франтишека Стока). Эмилия Качоровская окончила 8-летнюю религиозную школу Сестер Божьей Любви и была католичкой.
Она вышла замуж за Кароля Войтылу. Точная дата их свадьбы долгие годы была неизвестна. Принято считать, что это был 1904 год, иногда также 1903, 1905 и 1906 год. Только в публикации Милены Киндзюк оказалась копия свидетельства о браке, согласно которому брак был заключён 10 февраля 1906 года в Кракове в тогдашнем гарнизонном храме Святых Петра и Павла. Выйдя замуж, она занялась пошивом одежды.
У них было трое детей:
- Эдмунд, родившийся 27 августа 1906 г.; был врачом в больнице в Бельско, он умер во время эпидемии скарлатины в 1932 году,
- Ольга Мария, родившаяся и умершая 7 июля 1916 г.[4],
- Кароль Юзеф, позже Папа.

Эмилия Войтыла умерла в 1929 году от миокардита и почечной недостаточности, как указано в свидетельстве о смерти. В некоторых источниках неверно указано, что это случилось при рождении четвёртого ребёнка. Похоронена в гробнице её родственников - семьи Кучмерчиков на Раковицком кладбище в Кракове. До наших дней сохранился памятник на могиле Эмилии Войтылы. В 1934 году её прах был перенесён в фамильную могилу на военное кладбище по ул. Прандоты 1, где он был захоронен рядом с мужем, сыном Эдмундом и родителями .

## Процесс беатификации
По инициативе Краковской архиепархии были приняты меры по возведению её беатификации. После получения согласия Конференции польских епископов и Святого Престола так называемый nihil obstat в 2020 году, 11 марта того же года архиепископ Марек Ендрашевский, архиепископ Краковский, объявил о решении начать процесс её беатификации, который начался 7 мая 2020 года в Базилике Введения Пресвятой Богородицы в Вадовицах. С тех пор она получила титул Слуги Божьей. Был учрежден следующий состав трибунала беатификации:
- Пт. доктор Анджей Щебер — представитель архиепископа
- Пт. Томаш Сопа — поборник справедливости
- Пт. Гжегож Котала — судебный нотариус
- Пт. Павел Очоцкий — судебный нотариус

## Память
В августе 1991 года в Ченстохове, недалеко от Ясной Гуры, в Доме паломников по ул. Иоанна Павла II установлен памятник Эмилии и Каролю Войтылам.
Её именем назван автодорожный тоннель в Силезском воеводстве, построенный в марте 2010 года.